# دیروز (فیلم ۱۹۸۱)
دیروز (انگلیسی: Yesterday) فیلمی است که در سال ۱۹۸۱ منتشر شد. از بازیگران آن می‌توان به وینسنت وان پاتن اشاره کرد.